# 콜링시

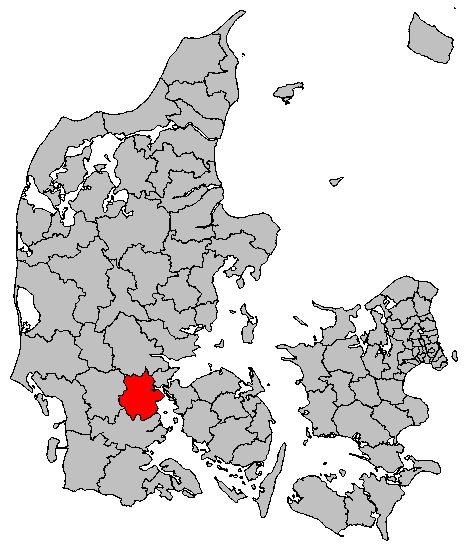
콜링 시의 위치

콜링시(덴마크어: Kolding Kommune)는 덴마크 남덴마크 지역에 위치한 지방 자치체로 행정 중심지는 콜링이며 면적은 604.5km2, 인구는 89,556명(2013년 기준), 인구 밀도는 150명/km2이다. 윌란반도 동부 연안에 위치한다.